# Хохолков-Ростовский, Пётр Дмитриевич Большой
Князь Пётр Дмитриевич Хохолков-Ростовский по прозванию Большой — голова и воевода во времена правления Ивана IV Васильевича Грозного.
Из княжеского рода Хохолковы-Ростовские. Второй, из трёх сыновей, князя Дмитрия Александровича Хохолкова-Ростовского, упомянутого только в родословных книгах. Имел братьев, князей: Ивана Дмитриевича упомянутого в 1554 году первым у места новобрачных на свадьбе казанского царя Симеона и Марии Андреевны Кутузовой-Клеопиной и Петра Дмитриевича Меньшого, упомянутого головою в 1559 и 1560 годах.

## Биография
Упомянут новгородским дворянином. В марте 1559 года третий голова в Передовом полку боярина и князя Глинского, на берегу Оки. В 1560 году пятый голова в Большом полку при боярине и князе Мстиславском под Вильяном, а по взятии города послан в августе к Торвасу первым воеводой полка, с которым при осаде и штурме город взял приступом.
Женат на княжне Анне Борисовне Волоколамской. По родословной росписи показан бездетным.